# SRI 인터내셔널

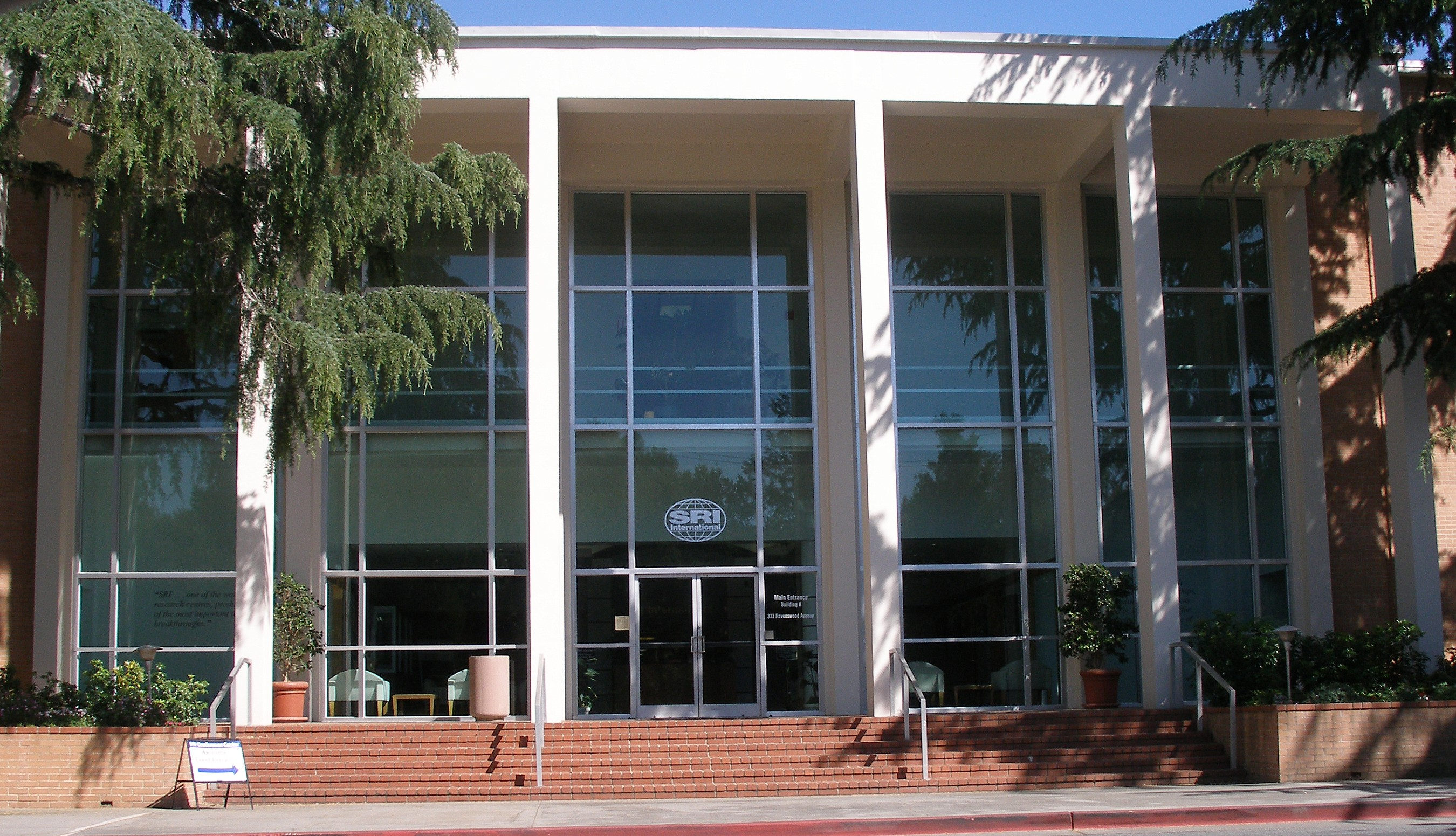

SRI 인터내셔널(SRI International, SRI)은 캘리포니아주 멘로파크에 본사를 둔 미국의 비영리 과학연구소 및 기관이다. 스탠퍼드 대학교 신탁이 지역의 경제 발전을 지원하기 위한 혁신 센터로서 1946년 SRI를 설립했다.
이 단체가 설립될 당시의 최초 명칭은 스탠퍼드 리서치 인스티튜트(Stanford Research Institute)였다.
SRI의 직원 수는 약 2,100명이다.
SRI가 집중하는 분야는 생물의학, 화학, 재료, 컴퓨팅, 지구 및 우주 시스템, 경제개발, 교육 및 학습, 에너지, 환경기술, 보안 및 국가 방위, 센서 등이다. SRI는 전 세계에 4,000개가 넘는 특허를 받았거나 특허 출원에 있다.